# Knut Norborg
Knut Teodor Johannes Norborg, född 13 december 1897 i Göteborg, död där 20 maj 1975, var en svensk präst. 
Norborg, som var son till komminister Lars Norborg och Helena Wåhlin, avlade studentexamen i Göteborg 1916, teologisk-filosofisk examen 1918, blev teologie kandidat, avlade praktisk teologiska prov samt prästvigdes för Göteborgs stift 1921. Han blev komminister i Svenljunga församling 1924, kyrkoadjunkt i Lundby församling i Göteborg 1935, var komminister i Masthuggs församling där 1938–1946 och kyrkoherde i Halmstads församling från 1946., i Sankt Nikolai församling från 1962 och emeritus 1963.
Norborg blev inspektor för Halmstads högre allmänna läroverk 1948, prost 1953 och extra ordinarie hovpredikant 1960. Han var förlagschef för Pro Caritates Förlag och ledamot av stiftelsen Åh kyrkliga ungdomshem. Han utgav En julbok till församlingarna i Göteborgs stift (sedan 1927), Stiftskrönikan (sedan 1933), I stormiga tider (1944), predikningar och andra skrifter samt översättningar. Norborg blev ledamot av Nordstjärneorden 1954. Han vilar i sin familjegrav på Östra kyrkogården i Göteborg.